# Moúndros
Moúndros, en grec moderne : Μούντρος, est un village du dème de Réthymnon, en Crète, en Grèce. Selon le recensement de 2011, la population de Moúndros compte 91 habitants. Le village est situé à une altitude de 280 m et à 23 km de Réthymnon.

## Recensements de la population
| Recensements | 1900 | 1920 | 1928 | 1940 | 1951 | 1961 | 1971 | 1981 | 1991 | 2001 | 2011 |
| ------------ | ---- | ---- | ---- | ---- | ---- | ---- | ---- | ---- | ---- | ---- | ---- |
| Population   | 377  | 335  | 332  | 298  | 289  | 236  | 163  | 144  | -    | 117  | 91   |